# Distrito Centro-Casco Antiguo (Cáceres)
El distrito Centro-Casco Antiguo, a veces denominado simplemente distrito Centro, es uno de los cinco distritos en los que se organiza el municipio español de Cáceres, y asimismo uno de los cuatro distritos urbanos en los que se divide la ciudad homónima. Según los datos del padrón a 1 de enero de 2019, el distrito tiene una población de 38 934 habitantes, cubriendo en torno al 40% de la población total del municipio.
Fue creado como entidad geográfica oficial en la reforma territorial de 2008. En octubre de 2010 se convirtió en el primer distrito en funcionar administrativamente.

## Localización
Como su propio nombre indica, abarca las áreas más céntricas de la ciudad, incluyendo tanto su casco antiguo (del que destaca la ciudad vieja de Cáceres, declarada Patrimonio de la Humanidad en 1986) como sus ensanches creados a lo largo del siglo XX. Alberga las principales sedes administrativas de la ciudad y su provincia, incluyendo el Ayuntamiento de Cáceres en la Plaza Mayor, la Diputación Provincial de Cáceres en la ciudad vieja, la Subdelegación del Gobierno en el barrio de Virgen de la Montaña y el Tribunal Superior de Justicia de Extremadura en el de Santiago.
Limita al norte y noreste con el distrito Norte, al este y sureste con el espacio natural de la sierra de la Mosca, al sur con el distrito Sur, al suroeste y oeste con el distrito Oeste y al noroeste con el espacio natural de La Sierrilla.

## Barrios
Se divide oficialmente en los siguientes barrios (habitantes a 1 de enero de 2019):
- Aguas Vivas (673)
- Argentina (2926)
- Cánovas (2345)
- Casas Baratas (1355)
- Ciudad Monumental (344)
- El Perú (2041)
- El Rodeo (2251)
- Hernán Cortés (1114)
- Hernández Pacheco (1834)
- Huertas (31)
- La Bondad (1352)
- La Zambomba (354)
- Los Fratres (2874)
- Margallo (1511)
- Moctezuma (4486)
- Paseo Alto (41)
- Peña Redonda (839)
- Plaza Mayor (269)
- Reyes Huertas (3131)
- Ribera del Marco (192)
- San Blas (878)
- San Francisco (653)
- San Juan (931)
- San Justo (1286)
- San Marquino (774)
- Santa Clara (976)
- Santiago (1029)
- Virgen de Guadalupe (1420)
- Virgen de la Montaña (1024)